# Abschyr-Sai
Der Abschyr-Sai (kirgisisch Абшыр-Сай) ist 62 km langer Fluss in Kirgisistan im Einzugsgebiet des Karadarja. Er liegt im Rajon Nookat (Oblus Osch).
Er entspringt am Kitschi-Alai-Gebirge. Er wird von 89 Flüsschen bzw. Bächen gespeist, darunter der Maljaran und der Schiran. Der Oberlauf verläuft durch eine enge Schlucht, in der ein Zufluss des Abschyr-Sai einen Wasserfall bildet. Bei dem Dorf Naiman endet die Schlucht und beginnt das Ferghanatal. Der Fluss wird zur Bewässerung genutzt und erreicht nicht den Karadarja.